# Лижні перегони на зимових Азійських іграх 1999
Змагання з лижних перегонів на зимових Азійських Іграх 1999 проводилися в Канвон (Південна Корея). Було проведено загалом 6 змагань — по три для жінок та чоловіків.

## Країни-учасники
У змаганні брало участь 49 спортсменів з 7 країн.
| Країна         | КС |
| -------------- | -- |
| Китай          | 8  |
| Монголія       | 5  |
| Індія          | 4  |
| Іран           | 4  |
| Південна Корея | 9  |
| Казахстан      | 10 |
| Японія         | 9  |

## Медалісти
Чоловіки
| Дисципліна             | Золото                                                                  | Срібло                                                          | Бронза                                                        |
| ---------------------- | ----------------------------------------------------------------------- | --------------------------------------------------------------- | ------------------------------------------------------------- |
| 15 км, класичний стиль | Володимир Смірнов Казахстан                                             | Павло Рябінін Казахстан                                         | Андрій Невзоров Казахстан                                     |
| 30 км, вільний стиль   | Андрій Невзоров Казахстан                                               | Володимир Смірнов Казахстан                                     | Міцуо Хоріґоме Японія                                         |
| 4 × 10 км, естафета    | Казахстан Павло Рябінін Ігор Зубрілін Андрій Невзоров Володимир Смірнов | Японія Кацухіто Ебісава Такеші Сато Міцуо Хоріґоме Хіроюкі Імаї | Південна Корея Пак Пьон Чу Пак Пьон Чхол Сін Ду Сун Ан Чін Су |

Жінки
| Дисципліна            | Золото                                                                      | Срібло                                                      | Бронза                                           |
| --------------------- | --------------------------------------------------------------------------- | ----------------------------------------------------------- | ------------------------------------------------ |
| 5 км, класичний стиль | Суміко Йокояма Японія                                                       | Світлана Шишкіна Казахстан                                  | Луань Чженжун Китай                              |
| 10 км, вільний стиль  | Світлана Шишкіна Казахстан                                                  | Суміко Йокояма Японія                                       | Фуміко Аокі Японія                               |
| 4 × 5 км, естафета    | Казахстан Світлана Дешевік Олена Коломіна Ольга Селезньова Світлана Шишкіна | Японія Юкіно Сато Суміко Йокояма Куміко Йокояма Фуміко Аокі | Китай Лю Хунся Луань Чженжун Ши Дунхун Ґо Дунлін |

## Таблиця медалей
| Місце                      | Країна         | Золото | Срібло | Бронза | Загалом |
| -------------------------- | -------------- | ------ | ------ | ------ | ------- |
| 1                          | Казахстан      | 5      | 3      | 1      | 9       |
| 2                          | Японія         | 1      | 3      | 2      | 6       |
| 3                          | Китай          | 0      | 0      | 2      | 2       |
| 4                          | Південна Корея | 0      | 0      | 1      | 1       |
| Разом                      | Разом          | 6      | 6      | 6      | 18      |
| Примітка: приймаюча країна |                |        |        |        |         |

## Результати

### Чоловіки

#### 15км, класичний стиль
31 січня
| Місце | Атлет                       | Час     |
| ----- | --------------------------- | ------- |
| 1     | Володимир Смірнов Казахстан | 37.09.0 |
| 2     | Павло Рябінін Казахстан     | 38.08.3 |
| 3     | Андрій Невзоров Казахстан   | 38.53.8 |

#### 30км, вільний стиль
4 лютого
| Місце | Атлет                       | Час     |
| ----- | --------------------------- | ------- |
| 1     | Андрій Невзоров Казахстан   | 1:13.19 |
| 2     | Володимир Смірнов Казахстан | 1:13.30 |
| 3     | Міцуо Хоріґоме Японія       | 1:14.04 |

#### 4 × 10км, естафета
2 лютого
| Місце | Атлет                                                                   | Час     |
| ----- | ----------------------------------------------------------------------- | ------- |
| 1     | Казахстан Павло Рябінін Ігор Зубрілін Андрій Невзоров Володимир Смірнов | 1:41.12 |
| 2     | Японія Кацухіто Ебісава Такеші Сато Міцуо Хоріґоме Хіроюкі Імаї         | 1:42.18 |
| 3     | Південна Корея Пак Пьон Чу Пак Пьон Чхол Сін Ду Сун Ан Чін Су           | 1:43.1  |

### Жінки

#### 5км, класичний стиль
1 лютого
| Місце | Атлет                      | Час     |
| ----- | -------------------------- | ------- |
| 1     | Суміко Йокояма Японія      | 14.22.7 |
| 2     | Світлана Шишкіна Казахстан | 14.42.3 |
| 3     | Луань Чженжун Китай        | 14.43.1 |

#### 10км, вільний стиль
5 лютого
| Місце | Атлет                      | Час     |
| ----- | -------------------------- | ------- |
| 1     | Світлана Шишкіна Казахстан | 27.02.8 |
| 2     | Суміко Йокояма Японія      | 27.15.3 |
| 3     | Фуміко Аокі Японія         | 27.40.5 |

#### 4 × 5км, естафета
3 лютого
| Місце | Атлет                                                                       | Час     |
| ----- | --------------------------------------------------------------------------- | ------- |
| 1     | Казахстан Світлана Дешевік Олена Коломіна Ольга Селезньова Світлана Шишкіна | 57.29.4 |
| 2     | Японія Юкіно Сато Суміко Йокояма Куміко Йокояма Фуміко Аокі                 | 57.38.1 |
| 3     | Китай Лю Хунся Луань Чженжун Ши Дунхун Ґо Дунлін                            | 1:00.15 |